# Матео I Висконти
Вижте пояснителната страница за други личности с името Матео Висконти.
Матео I Висконти, наречен Матео Велики (на италиански: Matteo I Visconti, Matteo Magno; * 15 август 1250, Инворио; † 24 юни 1322, Крешенцаго, Милано) от фамилията Висконти, е капитан на народа и фактически сеньор на Милано (1287 − 1302), граф на Милано (1311 – 1322), имперски викарий за Ломбардия (1297 – 1317).
Матео е човек на оръжието и верен служител на прачичо си Отоне в битките му и при вземането на властта над Милано. През 1287 г. Отоне го обявява за капитан на народа на мощната ломбардска комуна. Оттогава до смъртта си Матео върви по стъпките на Отоне – господар и архиепископ на Милано и в това си качество той подчинява на Отоне цяла Ломбардия, част от Пиемонт и Емилия, включително Болоня и Генуа.

## Произход
Матео е син на Теобалдо (или Тибалдо) Висконти († 1276) и на съпругата му Анастазия Пировано († 1276). Има един брат:
- Уберто „Пико“ Висконти († 22 април 1315), феодал на Сома, Верджате, Голасека, Лонате Поцоло и Фермо; подест на Верчели (1290) и на Комо (1292). Родоначалник на семействата: Маркизи на Сан Вито, Маркизи на Мота; Господари на Бусто; Господари на Лонате Поцоло, от 1778 г. маркизи и от 1813 г. херцози на Модроне; Графове на Галарате и маркизи на Чизлаго; Маркизи на Турано, Графове Висконти Боромео; Висконти ди Масино, феодали на Масино; Графове на Сесто Календе; Висконти д'Арагона, маркизи на Инворио; Графове на Сесто Календе (2-ри клон); Графове на Сесто Календе (3-ти клон); Барони на Орнавасо; Маркизи на Сан Алесандро.[1]

## Биография

### Младежки години
През август 1269 г. Матео се жени за Бонакоса Бори, дъщеря на капитан Скуарчино Бори, от която има десет деца.
През 1287 г. Матео се намесва като арбитър между бунтовниците камуни, водени от семейство Федеричи и комуна Бреша на епископ Берардо Маджи.
През декември 1287 г., когато Матео е на 37 години, неговият прачичо Отоне го номинира за капитан на народа. През същия месец Бернардино да Полента от Равена е назначен за подест, но остава в Модена, така че след заседание на Генералния съвет Матео също поема длъжността подест за първата половина на 1288 г.
През май 1288 г. Рудолф I го назначава за генерален викарий за Ломбардия.
През 1290 г. Матео се завръща, за да заеме поста капитан на народа в продължение на една година и дори има правото да утвърждава или сваля подеста от длъжност.

### Война срещу Вилхелм VII Монфератски
През май 1289 г. избухват разногласия между губернатора на Павия Манфреди Бекария и жителите на града, което води до изгонването му. През юни е ред на графа на Лангоско. Двамата намират убежище в Басиняна заедно с някои рицари от Павия по молба на маркграфа на Монферат Вилхелм VII, след което александрийците и тортонците обсаждат Басиняна. Матео Висконти изпраща Уберто Салватико с няколко френски рицари в Павия. Салватико отива в Гарласко и се присъединява към армия от 6000 миланци в Ломело. Маркизът на Монферат бяга и се присъединява към графа на Лангоско и неговата армия в Бреме. Накрая маркизът и графът решават да се бият и извеждат армията си на кратко разстояние от Ломело, когато благодарение на застъпничеството на Гулиелмо Преда и някои местни францискански монаси се стига до мир. Въпреки това, когато миланците се връщат в Павия, откриват градските порти залостени и разбират, че са били измамени. Някои от тях, вбесени, се връщат и разграбват Ломело. След това, когато са на път за Милано, миланците, вярвайки, че те са войници на Монферат, се въоръжават, напускат града и се приготвят да се изправят срещу тях, стигайки до Касино Сканазио (Роцано), но се връщат, след като разбират истината. По-късно мирът е официално ратифициран от самия Матео Висконти в Ломело. Вилхелм VII Монфератски е обявен за вечен господар на Павия, Манфредо Паравичини – за подест, а Гулиелмо Преда – за капитан на народа.
На 29 юни 1289 г. няколко мъже на служба при Висконти пленяват и измъчват някой си Ланфранко Мота, който признава, че е заговорничил с Бонифачо Пустерла – абат на Сан Челсо и с Маркиза на Монферат. Според заговора абатът в даден момент е трябвало да нареди да отворят една от миланските порти – Порта Тичинезе срещу 4000 лири терцоли годишно, както и назначаването му за капитан на народа и още 66 000 лири, след като маркизът се завърне като господар на Милано – амбиция, от която той никога не се е отказал след изпъждането си от Отоне Висконти. Бонифачо Пустерла е затворен първо в Лоди, след това в Бреша и накрая, след като е помилван от Висконти, се връща в Милано на 28 април.
През юли Балдовино дели Угони да Бреша – подест на Милано напразно се опитва да атакува Павия, като се възползва от факта, че Маркизът на Монферат е в Новара – градът, който току-що го е избрал за свой господар. По-късно мощният павийски политик Манфреди Бекария напуска Павия, за да преговаря с Уберто Бекария и Руджеро Катасио близо до Корбета, и накрая решава да намери убежище в Милано, изоставяйки маркиза. Това предизвиква реакцията на павийците, които изгонват семейство Бекария и съюзниците им от града. Те също така започват да обсаждат Монтеакуто, който принадлежи на семейството, но са прогонени от жителите на Пиаченца. През есента на същата година Матео Висконти, след като събира армия, отива в Лакиарела, след това стига чак до стените на Павия, но вратата, която трябва да бъде отворена от Манфредо Бекария, остава затворена, което обрича кампанията на провал. Впоследствие Маркизът на Монферат влиза в Павия, поставяйки гарнизон от 1000 пехотинци и 200 конници.
На 15 май 1290 г. подестът на Милано атакува района на Новара, преминавайки през моста Кастелето, успявайки да превземе Боргонуово, където поставя малък гарнизон и след това се връща в Милано на 2 юни. Жителите на Кремона и Пиаченца подкрепят миланците, като атакуват района на Павия, но са принудени да отстъпят, когато Вилхелм VII Монфератски напуска провинция Асти, за да защитава града. На 17 юни, докато маркизът е зает със защитата на Асти срещу савойския граф Амадей V Савойски, миланците, отново въоръжени, излизат от града и, след като се събират със съюзниците си в Розате с 20 000 пехота и 2200 рицари, се придвижват към Лакиарела. На 23 юни те достигат Сициано и на 26 юни, след като преминават през Видигулфо, са на половин миля от стените на Павия, но за пореден път начинанието е неуспешно, тъй като павийците не приемат битката на открито и буря опустошава миланския лагер.
На 26 август Маркизът на Монферат събира армия, напуска Павия заедно с Ереко дела Торе и Моска Дела Торе и лагерува в Моримондо. Няколко дена по-късно Матео I идва да го посрещне и лагерува в Гоцано, но на 5 септември и двамата се завръщат в своите градове. След това маркизът се връща, за да атакува Асти, който се подготвя да се защити, като избира миланеца Оторино Мандели за подест. Мандели събира 500 рицари и моли за помощ съюзниците си миланци, пиачентинци, кремонци и брешанци, които изпращат по хиляда рицари плюс още петстотин от Савойския граф. Хората на Асти нахлуват в Монферат и го опустошават, като принуждават маркиза да намери споразумение със Савойския граф. Накрая те се споразумяват с александрийците да водят война срещу Вилхелм VII, който отива в Алесандрия, за да репресира предателите и е заловен и затворен в желязна клетка, където умира на 6 февруари 1292 г. Смъртта на Вилхелм VII позволява на миланците да спечелят Виджевано и Мортара, Новара и Верчели, които признават Матео за свой капитан на народа за пет години и подобряват отношенията с александрийците и тортонезците.
В първите дни на 1292 г. умира Лотарио Руска, който управлява Комо, и семейство Витани се възползват от възможността да завладее Вико, предградие на града. Матео Висконти не губи време и тръгва към Комо през Канту, успявайки да убеди и двете фракции на града да го изберат за капитан на народа за пет години, назначавайки своя зет Оторино Бори за нов подест и преназначавайки епископа, който е в изгнание в Леняно.
На 23 юни 1292 г. има нов бунт, който води до експулсирането на Лотарио Руска и Оторино Бори. На 17 юли Матео Висконти разрешава на жителите на Комо да изберат Франческо да Каркано за нов подест. През ноември, след нови безредици, Матео I потегля с армията си към Комо и налага брат си Уберто за подест, а самият той е препотвърден като капитан на народа.
На 5 май, възползвайки се от смъртта на Вилхелм VII Монфератски и от факта, че законният наследник Джовани I Монфератски е в двора на краля на Неапол, Матео нарежда армията да се събере и поставя начело ѝ подеста Антонио Галици. Миланците тръгват към Бернате и на следващия ден Матео се присъединява към армията при Корбета. След това тя минава през Новара и Верчели, обсаждайки Трино, който пада на 20 май, последван от Понтестура и Монкалво. След това Матео I е приет в Казале, където е назначен за капитан на всички монфератци. Някои замъци не го признават като такъв, като остават верни на Алерамичите (управляващата династия на Монферат), търсейки мир, който е отхвърлен от Висконти. След това Матео минава през Алесандрия, която го прави капитан на народа за пет години и след това се завръща в Милано. На 15 май 1293 г. някои посланици на Монферат пристигат в Милано, потвърждават титлата, предоставена на Висконти и установяват мир, при който господарят на Милано може да назначава викарий на Монферат. Джовани би се отказал от всякакви претенции към Милано в замяна на защитата на Висконти.

### Военни операции срещу Лоди и Леко
През април 1294 г. пристига делегация от Адолф от Насау. Суверенът прави Матео I Висконти имперски викарий за Ломбардия и на следващата година потвърждава привилегиите, предоставени на града. Първоначално Матео се преструва, че отказва титлата, като иска общинските институции да му поверят службата и едва по-късно полага клетва, добавяйки царския орел към своя герб. Той също така успява да бъде назначен за капитан на народа за още пет години.
Същата година градовете Лоди и Крема, които не издържат на експанзионистичните амбиции на Матео I, тайно заговорничат да вкарат семейство Дела Торе в стените си и да му помогнат да се върне като господар на Милано. Матео свиква общ съвет на подчинените и съюзническите градове в Милано, а именно Бреша, Павия, Кремона, Пиаченца, Тортона, Новара, Казале, Верчели, Алесандрия, Асти и Генуа. Решено е да се води война срещу Лоди и Крема.
На 1 септември подестът Дзанасио Салимбене напуска града с армията си и отива в Меленяно, където на следващия ден към него се присъединява Матео с останалите войски. Миланците минават през канала Муца (разклонение на река Ада) близо до остров Балбиана, навлизайки в района на Лоди, който опустошават и разграбват. На 25 септември армията на Лоди си отмъщава, като прави същото в миланската провинция, но е победена близо до Пантиляте. Около двеста от тях остават затворници и са отведени в замъците в Трецо и в Сициано, включително Имбералдо дела Торе.
На 1 юни 1295 г. подестът на Милано Енрико Танджентино да Бреша напуска града с голяма армия от около 33 000 мъже, състояща се от авангард от 600 стрелци и арбалетчици, последван от няколкостотин избрани рицари, 4000 пехотинци, около 25 000 мъже, наети измежду гражданите, от 1000 мъже от съюзническите градове и накрая от ариергард от 2000 копиеносци. Седмица по-късно той лагерува близо до Виболдоне (Сан Джулиано Миланезе). Матео се присъединява към него в Лоди Векио, който по това време е в ръцете на миланците, които са го укрепили. На 18 юни миланците обсаждат Сан Коломбано, а жителите на Лоди – Кастелеоне, след което миланците внезапно изоставят Сан Коломбано, за да лагеруват на 24 юни на миля и половина от стените на Лоди, чиито села разграбат. Жителите на Лоди остават зад защитните стени и очевидно поставят разумни условия, тъй като армията на Висконти първо се оттегля към Лаваня (Комацо) и след това заминава за Милано на 29 юни.
На 8 август Отоне Висконти, първият господар на Милано от династията Висконти, умира на 88 години. Той е погребан в ковчег от червен петнист мрамор, който по-късно е преместен в Миланската катедралата, където стои и днес.
На 11 септември е публикуван мирът между Сеньория Милано и Лоди, който включва изгонването на семейство Дела Торе от града.
На 21 октомври папа Бонифаций VIII назначава Руфино да Фрисето от Лука за новия архиепископ на Милано, премахвайки привилегията, предоставена на миланските ординарии да избират свой наследник. Предизвиканото недоволство забавя установяването на Руфино в града до ноември. На 21 юли 1296 г. архиепископът умира и папата избира на негово място Франческо Фонтана от провинция Парма.
През юли 1296 г. подестът на Милано Дзанасио Салимбене отива в Мерате, където започва да набира нова армия. Стигайки близо до стените на Леко, той изпраща 150 заложници и принуждава жителите да се преместят във Валмадрера, след което подпалва града с изключение на крепостта. Поради това е приет закон, който забранява възстановяването му. Не е ясно защо градът е подложен на толкова тежко наказание, но е вероятно той да се е съюзил с Дела Торе, които са имали за феодално владение близката Валсасина. По този начин река Ада дели териториите, подчинени на двете враждуващи фамилии, а Висконти имат аванпост (крепостта на Леко) в района на Дела Торе.

### Кампания срещу Джовани I Монфератски и съюзници
През 1298 г. маркизът на Монферат Джовани I, след като проучва отношението на съседните градове към Висконти, тайно сключва лига с Павия, Кремона, Бергамо, Тортона, Верчели, Казале, с маркиза на Салуцо Манфредо IV, с Ацо VIII д'Есте – херцог на Ферара и с някои хора от Новара. Матео вероятно научава за това и си подсигурява подкрепата на семейство Дела Скала, като жени дъщеря си Катерина за Албоино – син на Алберто I дела Скала, потушавайки споровете в Парма; той може да разчита на подкрепата на Болоня, където и кметът Оторино Мандели, и капитанът на народа Якопо Пирано са от Милано. Той праща и 20-годишния си син Галеацо в Новара като подест.
На 18 март 1299 г. губернаторът на Павия Манфреди Бекария и неговите съюзници се местят в Мортара, където към тях се присъединяват Джовани I Монфератски, Филипоне – граф на Лангоско и военни от Салуцо. Когато стигат до Новара, една от вратите е отворена и по този начин те успяват да поемат контрола над града, а замъкът пада няколко дни по-късно. Галеацо I Висконти успява да избяга в Корбета. Армията срещу Висконти пресича река Тичино, като разграбва провинцията западно от Милано и след това се оттегля, като разрушава моста при Бернате. Подестът Бизача Рикарди засилва отбраната на моста при Абиатеграсо и увеличава гарнизона при Виджевано.
Когато Казале попада в ръцете на Маркиза на Монферат, Матео Висконти свиква общия съвет, като се нахвърля срещу предателството на някои градове. Съветът след консултация с него го преизбира за капитан на народа за още пет години. От една страна Висконти започва мирни преговори с враговете си, а от друга се подготвя за нова военна кампания. 300 мъже (по 50 на порта) са избрани и въоръжени с дълги копия, наречени manere и защитени с железни нагръдници и шлемове, а впоследствие се добавят още 2400 мъже (по 400 на порта), въоръжени по същия начин, 3000 копиеносци и 1000 конници от Пиаченца, 200 от Парма и още толкова от Болоня, 150 пехотинци и 50 арбалетчици от Верона плюс чуждестранни наемници, платени от общината. Враговете не постъпват по различен начин и на 1 май свикват съвет в Павия, в който се намесват всички съюзни градове, подновявайки лигата против Висконти. На 9 май миланската армия се разполага на лагер между Розате и Абиатеграсо и там са разпределени по 17 знамена на врата.
На следващия ден Матео и Галеацо Висконти заедно с Дзанасио Салимбене правят набег до стените, за да накарат жителите на Павия да напуснат стените, но те не отговарят на провокациите. На 12 май силната армия от 10 000 пехотинци и 4000 конници, начело с Пиетро и Галеацо Висконти, пресича река Тичино, атакува и подпалва Мортара и след това разграбва околностите му. Хората от Новара и Верчели отговарят, като отиват до Борголаведзаро, а павийците – до Гарласко, след което на 20 май се разполагат на лагер пред Виджевано, където към тях се присъединяват хората от Монферат и Салуцо.
На 28 май миланците се връщат в Оцеро, където са подсилени с 500 бойци от Комо и 150 от Парма. На 2 юни отново минават река Тичино, принуждавайки врага да се оттегли към Гарласко. Висконти успяват да завземат и сринат Гамболо, като карат гражданите на Новара, Верчели и Павия да бягат. След това атакуват Гарласко на 5 юни, чийто гарнизон се защитава храбро, отблъсквайки ги.
На 6 юни е постигнат мирен договор между двете страни, тъй като междувременно бойците от Ферара навлизат в района Джера д'Ада с 4000 пехотинеца и 700 конника, получавайки Крема от Енрико да Монца и лагеруват в Корте Палазио, и заплашват териториите на Висконти от изток. Хората от Бергамо стигат до Озио Сото и кремонезците се местят на източния бряг на Ада близо до Касано. На 7 юни армията на Висконти се изтегля и се връща в Милано. На 12 юни Бизача Рикарди се придвижва бързо към Касано, карайки кремонезсците да бягат хаотично към Крема. На същия ден маркиз Мороело Маласпина пристига в Милано и е назначен за генерал-капитан на армията на Висконти. На следващия ден Рикарди минава през река Ада и хората от Крема и Ферара започват мирни преговори, които завършват с подписване на мир на 20 юни.
През юли Матео Висконти се оказва мъдър посредник за мир между генуезците и венецианците, и венецианците му помагат, като сключват нов мир между миланците от една страна и Павия и съюзниците от друга. Останал без съюзници, Джовани I Монфератски сключва мир с миланците на 4 септември.

### Нови бунтове в Павия, Бергамо, Новара и Верчели
След няколко месеца мир сем. Торниели са изгонени от Новара и молят за помощ Висконти. На 16 септември Матео I отново събира армия и заедно със сина си Галеацо отива първо в Новара, след това във Верчели, минавайки през Абиатеграсо и Виджевано. Двата града не възразяват и той назначава Тринцано Кавацио и Флорио да Кастелето за техни подести. На 27 септември армията на Висконти се завръща в Милано. Малко след това хората от Лоди превземат Сан Коломбано, прогонвайки кастелана Якопо Ландрани.
Междувременно в Павия избухва спор между Манфреди Бекария и Филипоне ди Лангоско, който е изгонен от града в Ломело и заявява, че е готов да се отдаде на служба на миланците срещу заплащане. В крайна сметка и двамата избират Матео Висконти за уредник на спора. На 11 май 1300 г. той иска двадесет заложници от всеки от тях и ги помирява, назначавайки зет си Оторино Бори за подест, а Гаспаре да Гарбаняте за капитан на Павия. Тогава Лангоско поисква разрешение от Висконти да влезе в Павия с 900 войници и веднага щом го получава, сблъсъците с Бекария започват отново. Бекария и Лангоско са изгонени, след което отново се обръщат към господаря на Милано. Матео Висконти заповядва на двамата претенденти да се върнат в града и да сключат мир, но Бекария, имайки по-малко сили, не се осмелява и по този начин губи контрола над Павия. Същия месец Висконти сключва нови съюзи, като обещава дъщеря си Дзакарина за съпруга на графа на Лангоско и сина си Галеацо за съпруг на Беатриче д'Есте – дъщеря на Обицо II. Сватбата на последните е отпразнувана в Модена, последвана от големи тържества в Милано. През декември Генералният съвет, по нареждане на самия Матео, обявява сина му Галеацо за капитан на народа.
През 1301 г. Джовани I Монфератски се завръща, за да предизвика вътрешни разделения между жителите на Новара, които се съюзяват със сем. Брусати и сем. Кавалаци в ущърб на сем. Торниели, и Верчели, които се съюзяват със сем. Авогадро в ущърб на сем. Тицони, които са изгонени от града.
На 29 май Суарди и Колеони канят Матео да завладее Бергамо. Господарят на Милано изпраща малка армия начело със сина си Галеацо, който, след като прекосява река Ада при Ваприо, отива в Бергамо, чиито семейства Бонджи и Риволи, противници на Висконти, са победени. Матео е обявен за капитан на народа за пет години, а Якопо Пирано е назначен за подест. През юли Бонджи и Риволи заедно със своите съюзници от Лоди, Крема и Кремона, се опитват да си възвърнат контрола над града, но безуспешно. След това Галеацо минава през района на Новара, където превзема Варало Помбия, Оледжо и Галиате.
Обещанието за брак между дъщеря му Дзакарина Висконти и Филипоне – граф на Лангоско така и не се осъществяват. Матео всъщност решава да я омъжи за Оторино Руска от Комо. Филипоне се ядосва и отново извика жителите на Павия, Новара, Верчели, Лоди, Крема и Кремона да се съберат срещу Висконти. Те лагеруват в Гарласко с армия от 3000 пехотинеца и 1000 конника, докато Галеацо отива в защита на Виджевано и без да организира битка, се завръща в Милано. През ноември раздразненият Матео се намесва лично с 2500 пехотинеца от Комо и 500 конници, опустошавайки Ломелина и превземайки Ломело. Накрая превзема и Гарласко, но не и замъка поради липсата на обсадни машини, големия му гарнизон и наближаващата зима.

### Дела Торе си връщат господството над Милано
На 7 февруари 1302 г. синът на Матео Галеацо и Бернардино да Полента се насочват към Новара, в която имат съюзници, минавайки през Абиатеграсо и Виджевано. Когато стигат до града обаче, вратите не са им отворени и те са принудени да се върнат. На 23 март Галеацо се опитва да атакува Павия, успявайки да изгори Порта ди Санто Стефано, но защитниците успяват да се съпротивляват и го отблъскват. Раздразнен от тези неуспехи, Галеацо се опитва отново на 3 май заедно с новия подест Бонифачо Лупи, успявайки да превземе Торе дел Мангано и да опустоши всичко в рамките на три мили от стените на Павия. След тези първи успехи Рикардо да Арезе, съдия от Credenza di Sant'Ambrogio (градската управа), кани хората да се въоръжат и се мести в Розате, за да прекоси река Тичино и да атакува Новара безрезултатно както поради отбраната на града, така и заради непрекъснатите дъждове. На 13 май и Галеацо е принуден да се оттегли. Тези продължителни военни операции с малко плодове предизвикват известно недоволство у хората и отслабват миланската армия.
В края на март 1302 г. Дела Торе отново влизат в Кремона и скоро Моска, Ереко и Мартино дела Торе стигат до Лоди. След това те започват да създават съюз с всички градове, които са против Висконти, т.е. Кремона, Лоди, Крема, Павия, Новара, Верчели и Монферат. Начело на новата конспирация обаче е Алберто Скоти от Пиаченца. Матео I предусеща заговора и на 7 юни изпраща сина си Галеацо в Бизентрате, за да залови Пиетро Висконти – брат на Отоне и следователно братовчед на Матео I. Пиетро е заловен, отведен в Милано и затворен в замъка на Сициано заедно с Оливерио дела Торе. Съпругата на Пиетро – Антиокия Кривели моли зет си Корадо Руска от Комо да подкрепи лигата против Висконти и заедно с него успява да събере армия от 10 хил. мъже от района на Сеприо, където съпругът ѝ има голяма власт. Сред заговорниците е и Ландолфо Бори – зет на Матео I и Албертоне Висконти – негов роднина.
Междувременно на 2 юни Алберто Скоти пристига в Лоди и след като на 8 юни поема командването на армията, отива в Лаваня (Комацо). Вместо това Матео I събира армия от контадо Милано и от района на Леко, както и изгнаници от съперничещите си градове. След като оставя Галеацо и Уберто заедно с други войници да защитават Милано, където избухват бунтове, той напуска града и се разполага на лагер първо в Пиолтело, а на следващия ден в Мелцо. Милано обаче е в хаос и Галеацо едва успява да се защити. Лишен от доставки от града и след дезертьорството на Монца, Матео I е принуден да преговаря с враговете си. Дела Торе искат Висконти да се откажат от претенциите си към Милано, да върнат все още съществуващите им имоти и да изплатят унищожените, а прогонените от Милано да се върнат в града. На 13 или 14 юни Матео приема условията на конгрес, в който участват основните представители на двете фракции, разпуска армията, предава командването на Алберто Скоти и се оттегля в замъка в Сан Коломбано. Синът му Галеацо излиза от Порта Романа начело на 2000 мъже, докато дворците на Висконти са разграбени от народа; той първо се оттегля в Сан Коломбано при баща си, след това във Ферара при зет си. Бонакоса Бори – съпруга на Матео I първо се укрива в домовете на някои от верните нему, а след това в манастира Санта Мария дела Ветабия (или Векиабия), докато бременната Беатриче д'Есте бяга първо в Бергамо, а след това при баща си във Ферара. Там на 7 декември 1302 г. тя ражда сина си Ацоне, който по-късно става господар на Милано. Марко, Лукино, Джовани и Стефано – синове на Матео намират убежище в манастира Сант Еусторджио в Милано.
Всички лидери на бунта против Висконти отиват в Милано, но скоро избухват вътрешни разногласия, тъй като Пиетро Висконти иска да замени своя племенник като господар на града, подкрепен от Корадо Руска, докато от другата страна Алберто Скоти от Пиаченца, Вентурино Бенцони от Кремона, Антонио Фисирага от Лоди, Филипоне ди Лангоско от Павия и Енрико от Монца подкрепят исканията на Дела Торе. Поради това е свикан голям съвет, председателстван от Скоти, на който е решено да върнат Дела Торе в града и на който Скоти, въпреки че не може да получи важна позиция в града, успява да назначи сина си Бернардино за подест. След това главните представители на Дела Торе се завръщат в Милано, включително Ереко, Корадо и неговия син Москино, Гуидоне, Касоно, Имбералдо, Моска и синът му Напино, Анжефосо, Дзонфредо, Леончино и Оливиеро, освободени от затворите на Сициано. Те веднага започват да възстановяват своите сгради, разположени на днешния площад Пиаца дела Скала. Пиетро Висконти скоро се разкайва за предателството си и заедно с Уберто събира няколко последователи, и се опитва да вдигне бунт, който веднага е потушен от Дела Торе. Андреа Висконти загива при сблъсъците и е погребан в църквата Сан Франческо Гранде, докато Уберто пада от коня си и е ранен.

### Многократни опити на Матео I за връщане на властта
На 8 октомври Леоне Ламбертенги – архиепископ на Комо и ръководител на фракцията на сем. Витани, завладява града, прогонвайки сем. Руска. Корадо Руска загива при сблъсъците. Изгнаниците от Комо молят за подкрепата на Матео Висконти, за да превземат отново града в замяна на подкрепата им при повторното завладяване на Сеньория Милано. Висконти прекарва следващите месеци в набиране на нова армия и на 8 май 1303 г. се появява пред стените на Белинцона начело на 4000 пехотинеца и 300 конника. На 29 май стига до Варезе, където има много съюзници, а на 30 май превзема Вико и Торе – предградия на Комо. Градът е контролиран от Мартино дела Торе – син на Касоно, който пречи на жителите да напуснат портите в очакване на пристигането на подкрепления. Дела Торе, разтревожени от действията на противника, подсилват градската охрана на Милано, след което събират армия, водена от новия господар Гуидо дела Торе и от подеста Физирага да Лоди, която успява да нанесе тежко поражение на Висконти, избивайки хората му и залавяйки хиляди. Матео I едва успява да избяга, като се укрива в Пиаченца, където е посрещнат от Алберто Скоти, който е един от основните поддръжници на свалянето му едва няколко месеца по-рано. Скоти, раздразнен от отношението на сем. Дела Торе, разчита на влиянието си, за да противопостави на него освен Пиаченца, и Тортона и Алесандрия, и успява да привлече Парма, Мантуа и Верона в съюза плюс изгнаниците от други градове и корпус от чуждестранни наемници. На 18 септември Матео I повежда армия от 6000 пехотинеца и 800 конника от Пиаченца, с която прекосява река По и разполага лагер в Орио Лита в очакване на втора армия, водена от Скоти, която така и не пристига. Дела Торе на свой ред събират армия от няколко хиляди мъже, които принуждават Матео да се откаже от намеренията си.
През 1304 г. Матео I подкрепя сем. Суарди, току-що прогонени от Бергамо, в опита им да си върнат града, подкрепен от брешанците. На 21 август Дела Торе и подестът Федерико Понцони достигат Крешенцаго близо до Милано с армия, след това Касано и Колоньо ал Серио и после гонят Висконти от района на Бергамо на 2 септември.
През август 1307 г. брешанците и веронезците правят диверсия, като се приближават до Бергамо, за да дадат на Матео I възможност да атакува моста на Ваприо начело на 1500 пехотинеца и 800 конника. Мостът обаче е добре охраняван и оказва упорита съпротива до пристигането на 18 август на армията на Дела Торе, която кара Матео да се оттегли в района на Бреша. След многото неуспешни опити да си върне властта той се оттегля в Мотеджана като гост на сем. Скалиджери в очакване на по-благоприятни времена.

### Слизане в Италия на император Хайнрих VII Люксембургски
През 1309 г. възникват разногласия между Гуидо дела Торе – господар на Милано и братовчед му Касоно дела Торе – архиепископ на града, тъй като Гуидо го обвинява, че е в съюз с Висконти. Напрежението води на 1 октомври до ареста на архиепископа и затварянето му в крепостта на Анжера. Това предизвиква недоволство у миланците, които принуждават Гуидо да го освободи и да го прогони от града. Матео се възползва от това, за да изпрати делегация, водена от Франческо да Гарбаняте, при император Хайнрих VII Люксембургски, подканяйки го да се намеси срещу ломбардските гвелфи, които според него не се интересуват от имперската власт.
През 1310 г. Хайнрих VII решава да отиде в Милано, за да бъде коронясан за крал на Италия и след това да продължи в Рим, за да бъде коронясан за император от папа Климент V. Епископът на Констанца, като глава на имперските легати, участва в общия съвет, свикан в Милано, за да се подготви за идването на бъдещия император. Гуидо дела Торе го посреща подобаващо, но е дълбоко раздразнен от пристигането на императора, което застрашава властта на гвелфите в Ломбардия; той забранява на хората да напускат града, за да може да посрещне бъдещия император и да се подготви да му се противопостави военно, въпреки че някои от съюзниците му се опитват да го разубедят. На всичко отгоре Филипоне, граф на Лангоско, се обявява за васал на императора. В крайна сметка Гуидо дела Торе се поддава на мнението на други благородници, които го съветват да изпрати императора поне до Асти, опитвайки се да отгатне намеренията му междувременно. Скоро Лангоско и Фисирага осъзнават, че Хайнрих VII възнамерява да помири ломбардските градове, като върне гибелините и ги подложи на контрола на имперския викарий, но по този начин той сериозно ще застраши властта на Дела Торе. Междувременно Хайнрих, поласкан от Франческо да Гарбаняте, решава, че иска да се срещне с Матео. Висконти само това чака и заедно със слуга пристига в Асти под прикритие. Там гибелините го посрещат триумфално, като го отвеждат при императора. Лангоско и Фисирага също са там. Матео хитро избира да ги прегърне и след техния отказ той произнася реч в полза на помирението между гвелфите и гибелините под имперската власт, която Хайнрих много харесва. Междувременно Касоно дела Торе също пристига в Асти, възнамерявайки да възстанови архиепископството и да свали братовчед си Гуидо.
На 4 декември 1310 г. е сключено споразумение между Касоно и други членове на семейството му, и Висконти и неговите съюзници, според което ще бъдат забравени проблемите от миналото и Матео няма да атакува ломбардските градове освен с одобрението на архиепископа. Нито той, нито синът му Галеацо няма да заемат повече длъжност в Милано, както и много други глави, които всъщност предоставят огромна власт на самия Касоно. След това Хайнрих отива в Милано, за да бъде коронясан. По пътя той успява да вземе Виджевано и да изгони подеста от сем. Дела Торе благодарение на предателството на местен лекар. След това той продължава към Верчели, Новара и Маджента, но когато е близо до Милано, му казват, че Гуидо отказва да предостави Бролето Векио (бъдещ Кралски дворец) за подновяване на процесията му. Хайнрих VII нарежда всички да дойдат да го посрещнат невъоръжени и накрая самият Гуидо идва неохотно, целува краката му и предава Бролето на кралската особа. На 6 януари 1311 г. Хайнрих е коронясан за крал на Италия в базилика „Сант Амброджо“.

### Падане на Дела Торе
На 12 февруари, по случай на смъртна присъда, Хайнрих VII изпраща група германци да претърси дворците на главните милански благородници, за да се увери, че няма бунтове. В действителност Галеацо Висконти и Франческо дела Торе (синът на Гуидо) вече са се съгласили да се намесят военно и да изгонят императора от града, но Матео мъдро, независимо дали подкрепя този план или не, нарежда на семейството си да не предприема никакви действия. Когато германците влизат в двореца му, той ги посреща любезно и им предлага вино и те, след като претърсват навсякъде, си тръгват убедени, че Висконти е невинен. След това войниците отиват при представителите на Дела Торе, които, убедени, че имат подкрепата на Висконти, се въоръжават. Впоследствие избухват бунтове, при които Дела Торе и техните съюзници са принудени да бягат, докато германците плячкосват дворците им. Гуидо дела Торе първо намира убежище в манастира Санта Мария д'Аврона близо до дома му, а след това в къщата на един от най-верните му лица. За да не изглежда виновен, Матео доброволно се явява пред императора, придружен от епископа на Тренто. Разграбването на града продължава шест дена, след което Дела Торе и техните последователи са прогонени от града. Те никога няма повече да се върнат като господари на Милано.
Няколко дни по-късно, убеден от своите съветници, Хайнрих VII прогонва и Матео в Асти, а сина му Галеацо в Тревизо. Тогава Матео си връща благоразположението на краля благодарение на ходатайството на Франческо да Гарбаняте и още на 11 прил е поканен на кралския банкет в Павия за Великден. На 17 април той се завръща със суверена в Милано.

### Бунтът на ломбардските гвелфски градове
През пролетта на 1311 г. много ломбардски градове, включително Лоди, Крема, Кремона и Бреша, вече открито се бунтуват срещу Хайнрих VII Люксембургски и опитите да се възстанови мирът са безполезни. На 19 април имперската армия напуска Милано, за да потуши бунтовете, след като набавя жито и волове за сметка на миланските селяни. Лоди, Крема и Кремона дори не дочакват пристигането на Хайнрих и веднага изпращат пратеници с молба за прошка. Кралят влиза и в трите града, наказва бунтовниците и ги помирява. Бреша не прави същото, тъй като решава да се съпротивлява. Кралят свиква военен съвет, който решава да обсади града и на 8 май изпраща писма до всички, лоялни към бъдещия император, с молба за провизии, хора и оръжия. На 20 май армията, водена от архиепископа на Тревири, започва обсада на Бреша, но градът успява да устои до 24 септември. Не е разграбен, нито има голямо насилие, но стените му са съборени.
На 13 юли 1311 г. императорът продава на Матео титлата на имперски викарий за Милано за сумата от 50 000 златни флорина, които Висконти е принуден да събира предимно от хората.
В началото на октомври Хайнрих VII заминава за Павия, където свиква съвет на градовете на Ломбардия. Въпреки че новият крал на Италия успява временно да потуши бунтовете на гвелфите, той не е в добро положение. Някои от милициите, които го следват, се връщат в родината си, други са загубени при различни военни операции и по-специално по време на обсадата на Бреша, много италиански гибелини не са склонни да окажат значителна подкрепа предвид идващата зима, а самата Павия гъмжи от гвелфи, които застрашават безопасността му. Кралят отново моли за помощ Матео Висконти, който идва от Милано, следван от пехота и рицари. Пристигнал под стените на Павия обаче, той намира вратите затворени по заповед на Филипоне да Лангоско и успява да влезе само три дена по-късно благодарение на натиска на суверена. След като установява крехък мир между Лангоско и Бекария, Хайнрих VII пристига в Тортона на 17 октомври и след това в Генуа на 21 октомври, придружен от 12 милански рицари от 100-те, които първоначално е трябвало да го последват. По този повод, наред с други, той предава района Джера д'Ада на Гулиелмо дела Пустерла, град Казале на Филипоне ди Лангоско, град Леко и неговата ривиера на Кресоно Кривели, целия Сеприо на Лодризио Висконти, а викариата над Павия, Новара и Верчели – на Филип I Савойски-Ахая. Лукино Висконти – бъдещият господар на Милано го придружава в Рим.
На 17 ноември Гуидо дела Торе с подкрепата на Робер Мъдри, болонците и флорентинците, свиква съвет в Болоня, в който участват водещите представители на гвелфските градове в Северна Италия. В края на годината Казале, Асти и Алесандрия изоставят Хайнрих VII, за да се съюзят с Робер, който вече притежава Алба в Пиемонт, като по този начин става отправна точка за всички италиански гвелфи. Филип Савойски-Ахая предава съюза с Хайнрих VII и като се съюзява с Лангоско, прогонва Бекария от Павия, Новара и Верчели, и след това се опитва да хвърли вината върху Матео Висконти.
В края на януари 1312 г. Джакомо Кавалкабо, като се възползва от някои свои доверени лица, които му отварят една от портите на Кремона, успява да влезе в града, да вдигне хората и да изгони викария Якопо да Реданаско, както и Галеацо Висконти, който е там; Риналдо дела Торе, по-известен като Пасерино, е избран за нов подест. Пиаченца също се разбунтува на 18 февруари.

### Битка при Сончино
В началото на февруари 1312 г. повечето от ломбардските градове вече са в открит бунт срещу императорската власт. На 17 февруари, преди да тръгне за Пиза, Хайнрих VII назначава Вернер фон Хомберг – граф на Базел за свой генерален викарий, с правомощия, превъзхождащи тези на всеки друг по-рано назначен викарий. Дори краткото пътуване до Пиза не е гладко, тъй като флотът е застрашен от бури, които принуждават императора да отседне в Портовенере и той успява да пристигне в пристанището на Пиза едва на 6 март.
На 8 март Вернер фон Хомберг свика гибелинска лига в Лоди, в която участват представителите на градовете, които остават верни на императора. Присъстващите са много разединени какво да правят, но накрая Франческо да Гарбаняте отново успява да убеди всички да изберат Матео Висконти за дясна ръка на германския генерал-капитан. Хомберг отива във Виболдоне, където дискутира с Висконти, а след това отива в Бреша.
Междувременно гвелфите също провеждат съвет в Кремона, където Пасерино дела Торе и Джакомо Кавалкабо, слушайки съветите на Фондуло, господари на Сончино, решават да излязат с армията и да изненадат Кремона. Акцията е отчасти успешна, тъй като гарнизонът на замъка успява да устои и да изпрати пратеници до гибелините. Хомберг тръгва от Бреша заедно с контингент от пехотата на Висконти и рицари, водени от сина на Матео – Галеацо и от Кресоно Кривели, и се подготвя да лагерува в Сончино. По това време Пасерино дела Торе иска да атакува и да ги разпръсне, но Кавалкабо предпочита да изчака подкрепленията, идващи от Кремона. След като научава за това, Кривели се насочва срещу тази втора армия, като лесно успява да я победи. Тогава обсаждащите се превръщат в обсадени. Пасерино дела Торе бяга от една от вратите заедно с някои от хората си, докато Кавалкабо оказва отчаяна съпротива в града, но накрая е победен, заловен и варварски екзекутиран заедно с Вентурино Фондуло и синовете му. Поражението кара кремонезците да изпаднат в отчаяние.
През лятото на същата година умира Гуидо дела Торе, но той не получава погребение на света земя, тъй като е отлъчен от братовчед си Касоно.
На 29 юни Хайнрих VII е коронясан за император в Рим от папа Климент V. През есента Антонио Фисирага превзема няколко селища в провинция Лоди и се опитва да превземе града, но е прогонен от Вернер фон Хомберг.

### Битка при Гаджано и при Ро
Сем. Дела Торе все още не са изоставили надеждата да си върнат властта над Милано, затова на 5 ноември в Павия сключват споразумение с Угоне – кралски сенешал на Робер Мъдри. Ако Дела Торе се върнат на власт, след като върнат във владение на всичките си активи, те биха се заклели във вярност на краля, биха гарантирали контрола над гражданската и наказателната юрисдикция, приходите, получени от прокламации и присъди, такси, данъци, задължения, както и много други отстъпки.
На 18 май 1313 г. Галеацо Висконти е назначен за имперски викарий в Пиаченца и на 29 юли изпраща седем членове на семейство Ланди и седем от семейство Скоти, включително Алберто, за заложници на баща си. Няколко дена по-късно гвелфите отговарят, като се опитват да изненадат града с армия от жители на Павия, начело с Филипоне ди Лангоско, жители на Лоди начело с Фисирага, жители на Парма начело с Джиберто да Кореджо, и милански изгнаници, начело със Симоне дела Торе и изгнаници от Пиаченца. Галеацо не се оставя да бъде хванат неподготвен и побеждава гвелфите, успявайки да плени Лангоско и Фисирага и да ги изпрати Милано. Това поражение е значително облекчено от смъртта на император Хайнрих VII Люксембургски поради малария на 24 август 1313 г., която води до загубата на власт на имперските викарии в Ломбардия. Франческо и Симоне дела Торе се възползват от възможността да съберат армия в Павия, подсилена от войските, изпратени от Робер Мъдри под командването на Томазо Марцано, граф на Скуилаче. Матео Висконти е в затруднение, тъй като германските войници от Хомберг без заплащане се връщат в Германия и хазната е празна заради даренията, изплатени на императора, което затруднява набирането на нова армия. Висконти е принуден да противопостави на Дела Торе и на Анжуйците милиция, набрана в Сеприо и Мартесана, която обаче е лесно победена.
През септември армията на гвелфите пресича канала Тичинело, спирайки първо в Робеко, а след това при Кастелето ди Абиатеграсо. За щастие, Матео успява да попадне на графа на Залцбург, който се връща в Германия, и да му плати да се бие за него. На 24 септември армията на графа напуска града, фланкирана от милански войски под командването на подеста Джанацо Салимбене и може би хора от Монферат под командването на маркиз Теодоро I, марширувайки към Гаджано, където неочаквано среща врага. В този момент Салимбене предлага да събере армията в близкото лесно защитимо блато и да се хвърли в битка, но германският граф, заявявайки, че не възнамерява да отстъпва, напада врага, последван от част от миланците, докато останалите следват подеста. Германците се бият храбро до последния човек и всички са избити или взети в плен поради голямата числена малоценност. Гвелфите обаче са отслабени и когато виждат мястото, където гибелините са се укрепили, решават да се върнат в Албайрате. След това те се опитват да атакуват Милано от Порта Верчелина, но осъзнавайки, че е добре укрепена, вместо това се насочват първо към Бусто Арсицио и след това към Леняно, където събират подкрепления в Сеприо, частични за Дела Торе. Марцано скоро осъзнава, че доставките започват да се изчерпват и равнините на Горно Милано не предлагат места, където могат да се укрепят, докато чакат подкрепления. Също така под въпрос е и лоялността на милициите, наети в Сеприо, и е сигурна тяхната липса на дисциплина, тъй като хиляда от тях са се отделили от армията, за да отидат да плячкосват Ро и околностите му. В това отношение Марцано има тежък спор с Франческо дела Торе, който най-накрая го убеждава да се придвижи към този град. По време на похода много войници дезертират, завръщат се в Павия, а останалите са окончателно победени от армиите на Висконти, начело с графа на Салибрун, Галеацо Висконти и Джакомо Ландрани. Хората от Павия, след като чуват, че Марцано е предал гвелфите за пари, разграбват двореца и искат да го линчуват, но той е защитен от Франческо дела Торе.

### Кампания в Ломелина
През 1314 г. Дела Торе разграбват абатството в Моримондо, след което както обикновено се събират в Павия, където създават нова армия под тяхно командване и тази на Алберто Скоти (наскоро освободен от Матео Висконти) и Гиг VIII дьо ла Тур дю Пен, дофин на Виен. Галеацо Висконти забелязва това и изпраща много писма до баща си с молба за подкрепление, но гвелфите са по-бързи и през септември същата година окупират брега на Пиаченца при река По, стигайки чак до градските стени. Армията, изпратена от Матео в помощ на сина му, начело с Франческо да Гарбаняте и Пазио Ерменцано, пристига близо до бреговете на реката, осъзнава, че врагът препречва пътя ѝ и е принудена да лагерува от страната на Лоди. Гарбаняте решава да прибегне до стратегия: той заповядва да се запалят много огньове и да се надуят тръбите, за да отклонят вниманието на врага, докато с контингент се отдалечава и прекосява реката с лодка и след това влиза в града. Гвелфите след няколко разправии решават да напуснат кампанията.
Матео отговаря, като изпраща армия в района на Ломелина под командването на сина си Марко, Франческо да Гарбаняте и Симоне Кривели. След възходи и падения тя обсажда замъка на Ферера Ербоньоне, държан от граф Гуидето Лангоско. Лангоско успява да устои в продължение на три дни на непреодолими сили и след това се хвърля в битка. Най-накрая той е убеден от съпругата си да се предаде на миланците, които се отнасят с него почтено. По-късно миланците печелят битка при Мортара и превземат Тортона през декември.

### Матео I конфискува архиепископски имоти
След смъртта на император Хайнрих VII Люксембургски папа Климент V постановява, че императорската коронация е акт на вярност, което прави императора васал на папата и че в случай, че тронът е вакантен, самият папа ще го направи да бъде зает. На 14 март 1314 г. той назначава Робер Мъдри за имперски викарий за всички италиански територии, подчинени на империята, като фактически анулира властта на наместниците, назначени от императора, включително тази на Матео Висконти. На 20 април обаче папата умира. Сблъсъкът между Висконти и Църквата едва сега започва. Архиепископските имоти, които принадлежат на Касоно дела Торе, изгонен от Хайнрих VII след бунта в Милано от 1311 г., са разделени между основните представители на сем. Висконти и миланското благородничество. Касоно реагира, като отива от Марсилия в Павия, където отлъчва Матео Висконти, семейството му и всички негови основни съюзници, и след това намира убежище в замъка на Касано, който притежава. Матео изпраща капитаните Муло да Гропело и Принчивало Преалоне, които с войските си преследват архиепископа, принуждавайки го да напусне замъка и да намери убежище в Кремона.

### Битка при Понте Сан Пиетро и превземане на Павия
През февруари 1315 г. нова армия на гвелфите, съставена от 4000 пехотинеца и 1000 конника, начело с Понцино Понцони от Кремона и съставена от хора от Кремона, Милано, Лоди, Павия и Бергамо, се опитва да обсади Лодризио Висконти в Бергамо. За да попречат на доставките на града от страна на Милано, те решават да превземат Понте Сан Пиетро, където обаче се натъкват на войските на Лодризио Висконти, междувременно са избягали от града и наброяващи не повече от 1500 души. Въпреки голямата числена малоценност Висконти излизат победители.
През 1315 г. умира Уберто Висконти – брат на Матео и на 24 април е погребан в базилика „Сант Еусторджио“. През същия месец последва атака на жителите на Павия и конфедерати срещу Новара. Защитниците, вярвайки, че са достатъчно на брой, за да отблъснат врага, избират да се бият на терена и претърпяват тежко поражение. Тогава жителите на Павия се посвещават на подпалването на мост, построен над река Тичино. Матео незабавно заповядва да го построят отново, но на 18 май той отново е разрушен след тежка битка в средата на реката. За да превземе Павия, Матео решава да блокира доставките ѝ, като построи замък при вливането на река Скривия в река По, който е кръстен Кастел Гибелино. Павийците начело с Уго дел Балцо – сенешал на Робер Мъдри и Рикардо Лангоско решават на 7 юли да атакуват армията на Висконти, докато е заета с работата. Флотът на Павия обаче, след като вижда, че миланският флот защитава бреговете, не атакува и се оттегля без бой. Армията на гвелфите обаче се опита да атакува крепостта без успех и след това е победена от контраатака, водена от Марко Висконти, която взима повече от хиляда пленници. Вероятно в битката загива Гофредо дела Торе.
Матео Висконти този път успява да се възползва от победата. Той незабавно изпраща армия от 500 конника, водени от сина му Стефано и Франческо да Гарбаняте, за да пресече група от 50 конника на кремонците, които се притичват на помощ на павийците. След като уговарят отварянето на една от портите на Павия чрез предател, те пристигат близо до града през нощта. Там част от миланците тръгват по пътя за Милано и започват да палят големи огньове и да бият оръжията си по щитовете, симулирайки атака срещу стените, докато останалата част от армията е разположена по пътя за Пиаченца. Лангоско прави набег срещу тях, но когато разбира измамата, е твърде късно и някои германски наемници вече са влезли в града от отсрещната страна. Симоне дела Торе успява за известно време да отблъсне врага, но е принуден да отстъпи, така че армията на Висконти превзема Павия. И Рикардо, и Джерардино Лангоско – синове на Филипоне, са убити при сблъсъците. Тогава градът е поверен от Матео на сина му Лукино Висконти.
На 20 август армия от 500 рицари и 200 провансалски арбалетчици, начело с Угоне дел Балцо и Рицардо Гамбатеса, влиза в Алесандрия и превзема няколко села и замъци. Марко Висконти, след като получава подкрепата на 1000 конника от Милано, излиза от Александрия и ги побеждава, като взема обратно всичко пленено.
На 29 август 1315 г. Угучоне дела Фаджуола, подкрепен от Марко и Лукино Висконти, побеждава тосканските гвелфи в битката при Монтекатини. При сблъсъците Лукино е ранен в крака.
През декември Александрия се разбунтува срещу Робер Мъдри и преминава под контрола на Марко Висконти.

### Конфликт с папа Йоан XXII
На 7 август 1316 г. папа Йоан XXII, французин, твърдо решен да елиминира гибелините от Северна Италия и приятел на Робер Анжуйски, израснал в двора на Неапол, се възкачва на папския трон. Малко след като е избран, той прилага указите на своя предшественик Климент V, което неизбежно предизвиква конфликт с имперските викарии. През януари 1317 г. той изпраща двама свои легати в Италия, за да увещават пиемонтските, ломбардските и венецианските градове за мир и да поискат от Матео Висконти освобождаването на Дела Торе, Лангоско и Фисирага. Молбите вероятно нямат ефект, тъй като през март папата публикува указ, в който забранява на всеки да се нарича имперски викарий и да действа като такъв, заплашвайки с отлъчване дори онези, които са действали в подчинение на техните заповеди. Матео Висконти, за да не загуби статута си, изоставя длъжността на имперски викарий, поемайки тази на господар на Милано, без обаче да промени нещо на практика. Папата в отговор отказва да потвърди Джило да Вилалта за патриарх на Аквилея и Джовани Висконти за архиепископ на Милано, назначавайки на тяхно място Касоно дела Торе, сега ожесточен враг на Висконти, и францисканеца Аикардо Антимиани, приятел на Дела Торе. Матео отговаря, като попречва на Антимиани да влезе на негова територия. Същата година Лукино се опитва да обсади Кремона и Марко прави същото с Асти, но и двете кампании се провалят.

### Обсада на Генуа
През 1318 г. Матео Висконти разширява експанзионистичните си цели до Генуа. За тази цел той урежда брака между синовете си Лукино с Катерина Спинола и Стефано с Валентина Дория, като се съюзява с двете генуезки семейства гибелини в опозиция на гвелфските семейства Грималди и Фиески.
Въпреки това властта на Дория и Спинола над града е разклатена през тази година, така че малко след това те решават да го изоставят и да се поставят под закрилата на Висконти. На 1 април генуезките изгнаници обсаждат Генуа и Висконти отговаря, като изпраща армия от 1500 рицари под командването на сина си Марко. След това обсадените изпращат делегация в Милано, обещавайки в замяна на мира да премахнат всякакво мито от миланските стоки и може би дори предлагат определена сума пари. Миланците отговарят, че ще приемат мира, ако на семействата Дория и Спинола им бъде позволено да се върнат в града и да си възвърнат всичките притежания. Генуезките посланици отказват и се връщат ядосани в родината си.
Междувременно епископите на Асти и Комо отлъчват Матео заедно с Кангранде дела Скала и Риналдо Бонаколси.
След това генуезците изпращат втора делегация до Робер Анжуйски, който я посрещна любезно, предоставя ѝ 500 конника в подкрепа и обещава да се намеси лично. На 21 юли анжуйската армия, съставена от 6000 пехотинеца и 1500 конника, начело с краля, акостира в Генуа; с него са кралицата и много благородници от Неаполитанското кралство. На 27 юли Робер Ажуйски е удостоен с властта над Генуа за десет години. Намирайки, че е превъзхождан по брой, Марко Висконти се оттегля към височините над Пре (днешен генуезки квартал). На 8 август анжуйците атакуват лагера на Висконти с 4000 души, но са отблъснати със загуба на 330 души и преследвани чак до портите на града. Армията на Висконти отново обсажда и започва непрестанно да нанася удари по стените. Междувременно Понцино Понцони отнема от Робер Кремона, управлявана от Джакомо Кавалкабо, междувременно превърнал се в гвелф и като не успява да убеди Кангранде дела Скала да премине към неговата партия, се обръща към Йоан XXII с молба да се намеси, за да ограничи властта на Висконти. На 19 август Матео отговаря, като сключва съюз в Ломбриаско с Филип I Савойски-Ахая, като му предоставя, в случай че бъдат завзети, градовете Асти, Ивреа и Савиляно (които принадлежат на Анжуйците) в замяна само на Алба.
През декември Матео свиква събрание на господарите гибелини в Сончино, на което обвинява папата и Робер Анжуйски, че искат да узурпират властта им, и ги увещава към по-близък съюз, за да им се противопоставят. Има общо съгласие и Кангранде дела Скала е избран за ръководител на този нов алианс на гибелините.
На 5 февруари 1319 г., за да се освободи от обсадата, Робер Анжуйски нарежда армия от 14 000 души да се качи на своите галери под командването на Симоне дела Торе и да слезе в Сестри Поненте. Марко Висконти се опитва безуспешно да попречи на врага да слезе, след което частта, оставена да обсади града, е разбита от нападението на анжуйската армия и миланците са принудени да отстъпят.
След поражението при Сестри Матео решава да засили позицията на Гибелинската партия, като набира нови съюзници. Скоро успява да привлече на своя страна Теодор I Монфератски, Фридрих III Сицилиански и император Андроник II Палеолог, след което изпраща наемници от Германия. На 23 юли Марко Висконти неуспешно обсажда Асти, но може би това е само хитрост, за да отвлече вниманието на гвелфите, тъй като на 1 август той отново обсажда Генуа с 1000 пехотинеца и 1000 конника.
През ноември 1319 г. Угоне дел Балцо се опитва да отвлече вниманието на Марко Висконти от обсадата на Генуа, като превзема Нови, след което, благодарение на предателството на Аличе Гуаски, го кара да влезе в Берголио (Алесандрия). На 2 декември, докато Угоне дел Балцо е на път за Монтекастело, е изненадан от армията на Лукино Висконти, който идва на помощ на брат си, който го побеждава и убива. Няколко дни по-рано Лукино също побеждава Симоне дела Торе, който е превзел Валенца и граби Ломелина. През същата година обаче гвелфите, след като превземат Крема с народен бунт, успяват да отблъснат две атаки на миланската армия, водена от подеста Бонифачо да Куриаго. Въстанието има благоприятен изход и в Бреша, и накрая успяват да изгонят Понцони от Кремона.

### Настъпление на Филип дьо Валоа
В началото на 1320 г. папа Йоан XXII подновява обвиненията срещу Матео Висконти в пренебрегване на църковната собственост и в изнудване срещу духовенството. Матео напразно се опитва да докаже, че е добре разположен, като изкупува Желязната корона и съкровището на катедралата „Свети Йоан“, заложено от общината. Папата назначава кардинал Бертрандо дел Поджето за свой наместник в Ломбардия, увещавайки всички църковни представители да го подкрепят; Робер Анжуйски назначава Филип, граф на Мен, бъдещ крал на Франция, за наместник на викарията. Филип влиза в Кунео на 15 юни с армия от 1000 рицари, а на 5 юли е в Асти, където е покрепен от много ломбардски гвелфи. Галеацо, Марко и Лукино Висконти в онези дни участват в обсадата на Верчели в подкрепа на сем. Тицони срещу сем. Авогадро. Тримата сина на Матео се оттеглят от града и правят преглед на войските (3000 – 5000 души кавалерия и много пехота) в Новара, след което тръгват обратно към Верчели, лагерувайки на три мили от французите. Според тогавашните историци битката е избегната благодарение на дарението на две сребърни бъчви, пълни с вино (или по-вероятно със злато) от Галеацо Висконти.

### Отлъчване и обвинение в ерес
Папа Йоан XXII с писмо от 27 юни моли Бертрандо дел Поджето отлъчването на Матео Висконти да бъде разширено и до всички църкви на Синьория Милано и той да бъде призован да се яви в Авиньон, за да се откупи, тъй като продължава да се нарича господар на Милано и игнорира отлъчването, което вече виси над главата му. Викарият изпраща свещеника Рикано да Пиетро при Матео, за да го моли да изпрати посланици, с които да обсъдят исканията на Йона XXII: Матео да се откаже от управлението на Милано, да признае крал Робер Анжуйски, сем. Дела Торе да бъде прието обратно в града и да бъдат освободени всички затворници. Условията са явно неприемливи, така че когато свещеникът влиза в Милано с малкия си антураж, той веднага е арестуван, вързан и отведен в замъка на Розате, където остава затворник в продължение на няколко дена. Кардиналът, раздразнен, отлъчва всички църкви.
На 15 януари 1321 г. Бонакоса Бори, съпруга на Матео умира и е погребана в базилика „Сант Еусторджио“.
През февруари 1321 г. Матео все още не се е явил в папския двор, позовавайки се на напредналата си възраст и на несигурното си здравословно състояние като извинение, поради което е осъден неприсъствено.
През декември 1321 г. папата поисква от архиепископа на Милано Айкардо Антимани да започне нов процес срещу Матео и сина му Галеацо за ерес. Антимиани инициира процедурата и я приключва, като осъжда Матео като еретик и разпорежда конфискация на имуществото му и загуба на всички длъжности.
В началото на 1322 г. кардинал Бертран дю Пуже обявява от Асти свещения кръстоносен поход срещу Висконти, събирайки отново кръстоносците във Валенца, докато споровете между гвелфи и гибелини продължават в цяла Ломбардия. След това обвинението се разпростира върху всички синове на Матео и цели 1465 цитата са изпратени на мъжете, които са най-близки до Висконти; самите милански граждани са заплашени от Инквизицията.

### Битка при Барди
В началото на април град Верчели е доведен до глад от обсадата на Висконти. Гвелфите решават да изпратят армия, съставена от лангобарди и каталонци за общо 3000 пехотинеца и 600 конници, които, започвайки от Сантия, се придвижват към обсадения град. Те така и не стигат дотам, тъй като попадат в засада, устроена от миланската армия, която залавя 200 души и обръща останалите в бягство, залавяйки и целия им багаж. Няколко дни по-късно Верчели се предава, Симоне Авогадро и други благородници са затворени в Милано, а сем. Тицони, както обикновено, плячкосват дворците на Авогадро. Малко след като Марко Висконти превзема Куарниенто, Солеро и Нонио. Робер Анжуйски, останал без лейтенант, през май назначава Раймондо ди Кардона, който след няколко дена връща Куарниенто, Монтекастело и Очимиано, след което плячкосва района на Алесандрия с 1500 конника и се насочва към Тортона. Марко Висконти търси битка, но Кардона не му я дава и малко след това превзема Басиняна. На източния фронт Галеацо Висконти напразно се опитва да превземе Крема, превзема Сорезина и накрая побеждава войската на кремонците в околностите на Сончино. След това Джакомо Кавалкабо напуска Кремона и се отправя към Болоня и Тоскана, за да набере нова армия. Той успява да събере 700 конника, които поставя под командването на Франческо Скоти – син на Алберто, и се насочва към Апенините на Пиаченца, където обсажда крепостта Барди. Галеацо позволява Кремона да бъде обсадена от Вергузио дей Ланди и Понцино Понцони и отива да посрещне врага. Когато вижда приближаването на армията на Виконти, Кавалкабо се приближава, ескортиран от 20 конници, но е изненадан от атаката на вражеската кавалерия и в сблъсъка е убит. След няколко часа битка атаката на германската кавалерия, водена от Манфредо дей Ланди, е решаваща. На 17 януари 1322 г. Кремона се предава на Висконти.

### Смърт
На 23 май 1322 г. Галеацо Висконти отива да посети баща си Матео в Милано. Матео му поверява управлението, като се оттегля от политическия живот и след това го прегръща. По-късно посещава много църкви в града и в провинцията. Един ден, след като призовава духовенството в катедралата „Санта Мария Маджоре“, той рецитира Символа на вярата и обявява, че през целия си живот винаги е изповядвал християнската вяра.
На следващия ден отива в Катедралата на Монца, но докато се моли, започва да се чувства зле. Затова той иска да посети църквата „Санта Мария Роса“ в Крешенцаго (днешен милански квартал) и там, чувствайки своя край, събира цялото си семейство, като съветва децата си да възстановят мира с Църквата.
На 24 юни, в деня, посветен на Свети Йоан Кръстител, Матео Висконти умира на 72-годишна възраст, след като управлява Сеньория Милано повече от 25 години. Децата прикриват смъртта му няколко дни, като оставят лекари и слуги да продължат да влизат в стаята му, носейки храна и лекарства. Понеже почива отлъчен а градът е под запрещение, той не може да бъде погребан в света земя, поради което децата му го поставят на тайно място, неизвестно понастоящем. В този контекст е трудно да се повярва, че е погребан, както някои смятат, в базилика „Сант Еусторджио“ в Милано или в църквата „Санта Мария Роса“ в Крешенцаго. Според историка Бернардино Корио той по-късно е преместен в абатството на Киаравале.

## Брак и потомство
Матео Висконти се жени през август 1269 г. за Бонакоса Бори (* 1254, † 15 януари 1321), дъщеря на Скуарчино Бори – един от лидерите на изгнаниците привърженици на Отоне Висконти. Двамата имат пет сина и пет дъщери:
- Галеацо I Висконти (* 21 януари 1277; † 6 август 1328, Пеша), господар на Милано (1322 – 5 юли 1327), подест на Новара (1298 – 99); ∞ 24 юни 1300 за Беатриче д'Есте († 15 септември 1334), от която има един син (наследникът му Ацо Висконти (1329 –1339)) и една дъщеря; има и една извънбрачна дъщеря;
- Марко Висконти, нар. Балатроне (* ок. 1289; † убит 30 юни 1329, Лука), подест на Алесандрия (1310), политик и кондотиер, господар на Розате и на Лука (15 април – 30 юни 1329);
- Джовани Висконти (* 1290; † 5 октомври 1354), епископ на Новара (1332), архиепископ на Милано от 1339, съгосподар на Милано (1349 – 1554) с брат си Лукино Висконти, господар на Генуа (1352), господар на Болоня и Новара (1353), има две извънбрачни деца;
- Лукино Висконти (* 1292; † 24 януари 1349, Милано), съгосподар на Милано с брат му Джовани (1339 – 1349), господар на Павия (1315), 1. ∞ 1315 за Виоланта от Салуцо, дъщеря на маркграфа на Салуцо Томазо I. Бездетен, скоро остава и вдовец.[36] 2. ∞ 1318 за Катерина Спинола († 1319), дъщеря на Оберто Спинола, от която няма деца; 3. ∞ за Изабела Фиески († сл. 1331), дъщеря на Карло Фиески – капитан на народа и патриций на Генуа и на съпругата му Теодора, и племенница на папа Адриан V, от която има една дъщеря и един или двама сина-близнака:
- Стефано Висконти (* 1288, Милано, † 4 юли 1337, пак там), господар на Арона (1325), ∞ 1318 за Валентина Дория (* 1290; † 1359, Милано), дъщеря на Бернабо Висконти – господар на Сасело и Логодуро, и патриций на Генуа, имат четирима сина;
- Катерина Висконти (* 1282; † 1311), ∞ 1298 за Албоино I дела Скала († 28 октомври 1311, Верона), господар на Верона;
- Дзакарина Висконти (* 1295; † 1328), ∞ за Франкино Руска, господар на Комо;
- Флорамонда Висконти († 1321), ∞ за Гуидо Мандели, граф на Маканьо Империале;
- Аниезе Висконти, ∞ Чекино дела Скала († 1325);
- Беатриче Висконти (* ок. 1280), ∞ за Спинета Маласпина, маркиз на Верукола († 1352, Фосдиново).

От неизвестна жена има един син:
- Антонио († сл. 1339), отличил се в битката при Парабиаго (21 февруари 1339).